# Вуковски партизански одред
Вуковски народноослободилачки партизански (НОП) одред је био је био партизанска јединица у саставу Народноослободилачке војске и партизанских одреда Југославије током Другог светског рата у Босни и Херцеговини. 

## Историјат
Формиран је 27. јула 1943. од истоименог батаљона ранијег Купрешко—јањског НОП одреда. Био је у саставу 10. дивизије НОВЈ и дејствовао на подручју између планина Радуше, Љубуше и Цинцара. Одред је обезбеђивао поменуту територију од упада непријатеља из правца од Бугојна, Прозора, Дувна и Ливна, и изводио акције на комуникацији Купрес—Шујица. Бројно стање Одреда кретало се око 100 бораца. У зимским операцијама 1943/44. претрпео је веће губитке, те је јануара 1944. расформиран, а његово људство ушло је у састав Купрешког НОП одреда.